# Robin Hood and the Potter
Robin Hood and the Potter (deutsch Robin Hood und der Töpfer) ist eine der ältesten vorhandenen Balladen über den legendären englischen Räuberhauptmann  Robin Hood. In der repräsentativen Sammlung traditioneller englischer und schottischer Volksballaden von Francis James Child, den Child Ballads, führt sie die Nummer 121. Der überlieferte Text stammt aus der Zeit um 1500. Die Handlung dreht sich um Robin Hoods Kampf mit einem Töpfer und seine listige Täuschung des Sheriffs von Nottingham, den er zum Schlupfwinkel seiner Bande in den Wald lockt und beraubt.

## Inhalt
Die Handlung spielt im Nordengland des wahrscheinlich 13. oder frühen 14. Jahrhunderts, doch fehlt ein Hinweis für eine genauere zeitliche Einordnung. Der Beginn der Ballade stellt ebenso wie jener von Robin Hood and the Monk eine dichterische Verherrlichung der sommerlichen Natur dar. Anschließend wird berichtet, dass Robin Hood und seine Bandenmitglieder einen Töpfer auf den Wald zufahren sehen, der ihnen noch nie Wegzoll bezahlt hat und dazu aufgrund seiner Kampfkünste laut der Meinung von Robin Hoods treuem Freund Little John auch nicht genötigt werden kann. Dies reizt den Bandenführer zum Abschluss einer Wette mit Little John, dass er den Töpfer besiegen könne. In der sich danach entspinnenden Auseinandersetzung unterliegt der schwertkämpfende Robin Hood dem stockfechtenden Töpfer und muss seine Wettschuld begleichen.
Nachdem Robin Hood sich nun verkleidet hat, indem er sein Gewand mit dem des Töpfers tauscht, macht er sich mit dessen Ware auf den Weg nach Nottingham und bietet die Töpfe vor dem Haus des Sheriffs zu einem Spottpreis an. So wird er seine Ware bald los und macht die letzten fünf Töpfe der Frau des Sheriffs zum Geschenk. Daraufhin von dieser zum Essen eingeladen kommt er mit dem Sheriff ins Gespräch und gewinnt einen Bogenschützenwettbewerb. Er behauptet gegenüber dem Vertreter der Obrigkeit, dass er Robin Hood kenne und stimmt zu, den Sheriff zu dem Geächteten zwecks dessen Inhaftierung zu führen.
Am nächsten Morgen begibt sich Robin Hood mit dem Sheriff in den Wald, bläst in sein Horn und alarmiert damit seine Gefährten. Diese kommen herbei, umringen den Sheriff und erleichtern ihn um seine Wertsachen und sein Pferd, lassen ihn aber aufgrund des gastfreundlichen Benehmens seiner Frau gegenüber Robin Hood wieder ungehindert abziehen. Dem Töpfer zahlt der Bandenführer für dessen Waren einen weit überhöhten Preis, nämlich zehn Pfund, und die Männer beschwören einander ihre Freundschaft. 

## Datierung; Überlieferung; Rezeption
Robin Hood and the Potter ist zu den Schwankballaden der Zünfte zu zählen und wurde um 1500 in mittelenglischer Sprache niedergeschrieben. Ein Manuskript der Ballade blieb in einer Handschriftensammlung von Volks- und Moralgedichten der Cambridge University vollständig erhalten. Dieses frühe Werk um Robin Hood spielte – ähnlich wie die ebenfalls zu den ältesten Robin-Hood-Stücken gehörende Ballade Robin Hood and the Monk – keine Rolle in den später weit verbreiteten Druckversionen des populären Stoffs und wurde erstmals in der 1795 erschienenen unkritischen Edition des englischen Antiquars Joseph Ritson abgedruckt. Die Geschichte war aber dennoch schon früher wohlbekannt. So wird etwa in einem kurzen Stück, das in der um 1560 von William Copland veranstalteten Ausgabe der Gest of Robyn Hode enthalten ist, eine dramatisierte Version der Begegnung mit einem Töpfer erzählt, und der Beginn dieses Stücks weist Ähnlichkeiten mit der Ballade auf.
Das in Robin-Hood-Balladen verbreitete Motiv der Verkleidung taucht in Robin Hood and the Potter ebenso auf wie die Herausstellung der Meisterschaft des Titelhelden im Bogenschießen und des Gegensatzes zwischen Stadt und Wald. Das Thema der Verkleidung Robin Hoods als Töpfer geht vielleicht auf ältere Legenden um den angelsächsischen Widerstandskämpfer Hereward the Wake zurück. In den letzten Versen wird Gott um seinen Schutz aller aufrechten yeomen angerufen und Robin Hood wie in anderen frühen Balladen diesem bäuerlichen Stand zugerechnet. Dem Stück ist aber im Gegensatz zu Robin Hood and the Monk ein Gutteil Komik eigen. Der Sheriff wird weit weniger bedrohlich als in anderen Texten geschildert, seine Frau hingegen als sehr selbstbewusst und Robin Hood äußerst respektvoll behandelnd. In anderen frühen Balladen tauchen außer der von Robin Hood sehr verehrten Jungfrau Maria und der für seinen Tod verantwortlichen Priorin von Kirklees überhaupt keine Frauen auf.
Der literarische Stil von Robin Hood and the Potter ist im Vergleich zu anderen frühen Texten recht simpel, der Anteil an Dialogen überdurchschnittlich hoch.

## Ausgabe
- Francis James Child: English and Scottish Popular Ballads, 5 Bde., Boston 1882–98, Nachdruck New York 1965, Bd. 3, Nr. 121.